# 相模湖インターチェンジ
相模湖インターチェンジ（さがみこインターチェンジ）は、神奈川県相模原市緑区にある中央自動車道のインターチェンジである。国道20号との間の長いアプローチに特徴がある。所在は旧相模湖町ではなく旧藤野町だが、国道20号に下りきると相模湖畔なのでこの名がある。相模原市緑区の相模湖地域の中心部は3.0km東の相模湖東出口が近いが、そのICは東京方面からの出口だけなので、そのほかの方向ではこのICを利用することになる。
開業14年後の1982年以降、国道412号の終点である。高速自動車国道のインターチェンジが一般国道の起終点という数少ない例である。

## 道路
- E20 中央自動車道 (8番)

## 接続する路線
- 直接接続
  - 国道20号
  - 国道412号（終点・国道20号重複区間）

## 歴史
- 1968年（昭和43年）12月20日：八王子IC-相模湖IC開通に伴い一部供用。
- 1969年（昭和44年）3月17日：相模湖IC-河口湖IC開通に伴い完全供用。

## 料金所
- ブース数：5

### 入口
- ブース数：2　
  - ETC専用：1
  - ETC・一般：1

### 出口
- ブース数：3　
  - ETC専用：1　
  - ETC・一般：1
  - 一般：1

## 周辺
- 相模湖
- 相模湖駅
- 藤野駅
- 神奈川県立芸術の家
- 相模原市立藤野小学校
- 相模原市立藤野中学校

## 隣
E20 中央自動車道
(5,5-1,5-2)八王子IC/TB - 元八王子BS - 元八王子IC（事業中） - (6)八王子JCT - (7)相模湖東出口（下り出口のみ）- (8)相模湖IC - 藤野PA - (9)上野原IC